# Przezmark (wieś w województwie pomorskim)

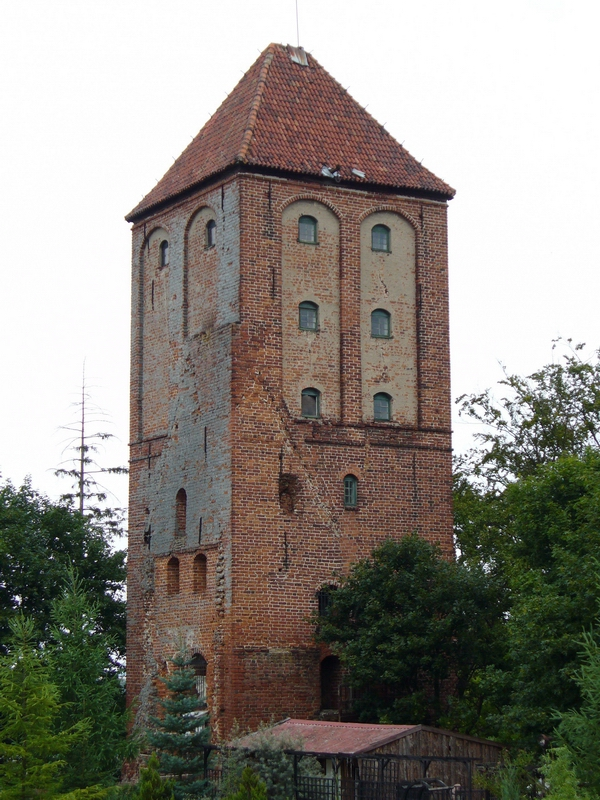
Przezmark – zachowana wieża narożna zamku (na mapach:)

Przezmark (dawniej Pruski Targ, niem. Preußisch Mark) – wieś w Polsce położona w województwie pomorskim, w powiecie sztumskim, w gminie Stary Dzierzgoń, w krainie historycznej Prusy Górne.
| SIMC    | Nazwa       | Rodzaj    |
| ------- | ----------- | --------- |
| 0157078 | Wesoła Kępa | część wsi |

W latach 1975–1998 miejscowość położona była w województwie elbląskim. W 1973 Przezmark należał do powiatu morąskiego, gmina Dzierzgoń.
Przezmark leży nad jeziorem Mołtawa Wielka, przy skrzyżowaniu drogi wojewódzkiej nr 519 z drogą wojewódzką nr 526. W skład sołectwa Przezmark wchodzą również wsie Danielówka i Wesoła Kępa.

## Historia
Przezmark to jedna ze starszych wsi w dawnej Pomezanii. Już we wczesnym średniowieczu istniało tu pruskie grodzisko (ślady osadnictwa są jeszcze starsze). Grodzisko o charakterze obronnym usytuowane było na półwyspie między jeziorem Mołtawa Wielka a jeziorem Mołtawa Mała. Obok grodziska znajdowała się osada targowa, w dokumencie z 1305 zapisana jako Prutenicale forum, a w dokumencie z 1306 pod nazwą Pruysche Markt (później także jako Prusche Market i Preussisch Mark).
Od roku 1249 całe Prusy Górne znalazły się pod panowaniem zakonu krzyżackiego, a Przezmark podlegał administracji komturii dzierzgońskiej. Stałe osadnictwo datuje się od 1274 (po zdławieniu drugiego powstania pruskiego). Na miejscu zburzonego pruskiego grodziska Krzyżacy wznieśli swój zamek, który od 1312 był siedzibą szafarza, a następnie miejscem rezydencji prokuratorów (1316–1331). Od 1359 w Przezmarku urzędowali wójtowie. Przez cały XIV wiek zamek był rozbudowywany (urządzono w nim także szpital). Zamek został zajęty przez polskie wojska po bitwie grunwaldzkiej oraz powtórnie w 1454. Rozbudowany został w latach 1414–1437, a od 1414 w zamku urzędował konwent komturstwa dzierzgońskiego. W czasie wojen szwedzkich Przezmark był zajęty przez Szwedów, a w zamku przebywał król Gustaw II Adolf. Od 1717 zamek był stopniowo rozbierany. Do czasów współczesnych zachowała się narożna wieża zamku średniego (przedzamcza), część murów obwodowych oraz piwnice zamku wysokiego. Od 2000 jest własnością prywatną (właściciel odbudował część zabudowań na przedzamczu).
Obok zamku wyrosła osada. W 1387 były tu dwie karczmy. Jan von Beffard, komtur dzierzgoński, w 1397 ustanowił w Przezmarku kościół (wikarię pod wezwaniem św. Katarzyny). Kościół ten uległ zniszczeniu w czasie wojen z 1410 i 1414. W 1415 został odbudowany. Na potrzeby zamku w pobliżu założono wieś Folwark oraz folwark zakonny. 
Po sekularyzacji Prus w 1525 roku, Przezmark stał się siedzibą starostwa (niem. Hauptamt) w okręgu górnopruskim (Oberland). Starostwo to obejmowało miasto Zalewo oraz parafie (Kirchspiel): Dobrzyki, Jarnołtowo, Lubochowo, Myślice, Stare Miasto, Stary Dzierzgoń, Wilamowo, Zajezierze. Od tego momentu Przezmark zaczął się intensywnie rozwijać. W 1752 w wyniku reformy Fryderyka II okręg górnopruski został podzielony na powiaty, a starostwo Przezmark znalazło się w powiecie Morąg (Kreis Mohrungen).
Przezmark nazywany był miasteczkiem (m.in. ze względu na osiadłych tu kupców i rzemieślników oraz odbywające się tu targi i jarmarki), pomimo że nigdy praw miejskich nie uzyskał. W 1782 odnotowano w Przezmarku 71 domów. Rozwój miejscowości zatrzymały zniszczenia w czasie wojen napoleońskich. W 1817 liczba domów spadła do 47, w Przezmarku zanotowano jedynie 357 mieszkańców.
Przed 1945 w Przezmarku istniała dwuklasowa szkoła, do której uczęszczały dzieci z Przezmarku, Wesołej Kępy i Danielówki. W 1939 gmina Przezmark liczyła 120 gospodarstw domowych i 437 mieszkańców.

## Zabytki
Według rejestru zabytków NID na listę zabytków wpisane są:
- kościół ewangelicki, obecnie rzymskokatolicki parafialny pw. Matki Boskiej Królowej Świata z 1821, nr rej.: A-487 z 17.08.1968
- cmentarz przykościelny, nr rej.: j.w.
- ruiny gotyckiego zamku krzyżackiego, 1 poł. XIV, XVI, nr rej.: A-227 z 12.07.1961 i z 17.08.1968
- baszta, nr rej.: A-227 z 19.05.1968

## Związki wyznaniowe
W miejscowości znajduje się rzymskokatolicki kościół filialny parafii w Starym Dzierzgoniu oraz istnieje zbór Świeckiego Ruchu Misyjnego „Epifania”.